# جيورجوس جاورجيادس
جيورجوس جاورجيادس (باليونانية: Γιώργος Κ. Γεωργιάδης)‏ هو لاعب كرة قدم يوناني، ولد في 14 نوفمبر 1987 في سيرس في اليونان. شارك مع منتخب اليونان لكرة القدم. أما مع النوادي، فقد لعب مع نادي باوك.

## وصلات خارجية
- جيورجوس جاورجيادس على موقع اتحاد تركيا (لاعب) (الإنجليزية)
- جيورجوس جاورجيادس على موقع قاعدة بيانات كرة القدم.إي يو (الإنجليزية)
- جيورجوس جاورجيادس على موقع ناشيونال فوتبول تيمز (الإنجليزية)
- جيورجوس جاورجيادس على موقع Soccerway.com (الإنجليزية)
- جيورجوس جاورجيادس على موقع AS.com (الإسبانية)